# عاصي ليفي
عاصي ليفي (بالعبرية: אסי לוי‏) هي ممثلة إسرائيلية، ولدت في 28 سبتمبر 1969 في إسرائيل.

## أعمال

### أفلام
- (2006) أفيفا، حبي
- (2013) أنا عربية

## وصلات خارجية
- عاصي ليفي على موقع IMDb (الإنجليزية)
- عاصي ليفي على موقع ألو سيني (الفرنسية)
- عاصي ليفي على موقع قاعدة بيانات الفيلم (الإنجليزية)